# Дрокія
Дро́кія або Дро́х'я (рум. Drochia) — місто в Молдові, центр Дрокійського району.
Згідно з даними перепису населення 2004 року, кількість українців — 2600 осіб (15,65 %).

## Етимологія
Назва міста походить від слова dropie, що значить дрохва.

## Перші згадування в Хроніках
- 1777 — Дрокія була вперше згадана в хроніках 1777 року.
- 1830 — Дрокія — це населений пункт з 25 родин.
- 1847 — Згідно з офіційними документами, було організовано перше підприємство з переробки винограду.
- 1875 — Було побудовано 2 млини.
- 1889 — Побудований залізничний вокзал, одночасно з відкриттям залізничного маршруту Бєльці-Окниця, відкрив нові зв'язки зі світом і сприяв індустріальному розвитку міста.

## Історія
Дрокія вперше згадується в літописі в 1777 році.
У 1830 році це було маленьке поселення з 25 родин. У 1847 році в Дрокії було побудовано перше промислове підприємство — завод із переробки винограду. У 1875 році були збудовані два млини, які приводилися в рух за допомогою пари. Інтенсивніший розвиток промисловості почався з будівництвом наприкінці XIX століття залізниці. 
Дрокія одержала статус міста в 1973 році. 
У 1991 році після виходу Молдавської РСР із Радянського Союзу, знаходиться в незалежній Молдові. 28 серпня святкується «день міста».

## Населення
У 1991 році в місті проживало 21,9 тис. жителів. За даними перепису 2014 року, населення становило 13 150 мешканців, що менше порівняно з попереднім переписом 2004 року, коли було зареєстровано 16 606 мешканців. З них за даними перепису 2014 року: 6083 чоловіки та 7067 жінок.

### Національність
Розподіл населення за національністю за даними перепису 2004 року:
| Національність | Відсоток |
| -------------- | -------- |
| Молдовани      | 77,47    |
| Українці       | 15,65    |
| Росіяни        | 5,94     |
| Болгари        | 0,13     |
| Гагаузи        | 0,11     |
| Інші           | 0,70     |

## Економіка
Підприємства харчової промисловості (виробляються сир і масло), виробництво будівельних матеріалів.
На околиці міста працює завод цукрової промисловості, що належить німецькому концерну «Sudzuker-Moldova». Він виробляє цукор у кількості близько 3000 тонн за добу. На літо 2008 року будується завод зі збірки склопакетів і віконних рам, а також пластикових труб.

## Собор Успіння Богоматері
Собор Успіння Богоматері є єдиним святим місцем у Молдові, де фрески були написані румунським художником Петрі Акітеніє. У брошурі «Собор Успіння Богоматері», опублікованій в газеті «Flux» панотцем церкви, собор згадується як найвизначніший для жителів Дрокії архітектурний здобуток. Собор був зведений за 4 роки, починаючи з 1988 року.

## Світлини

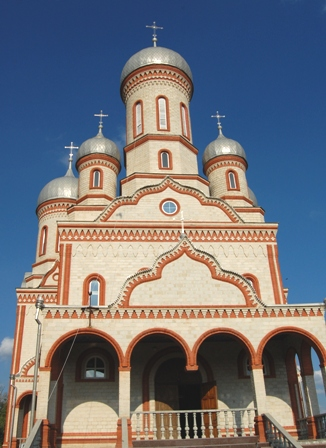
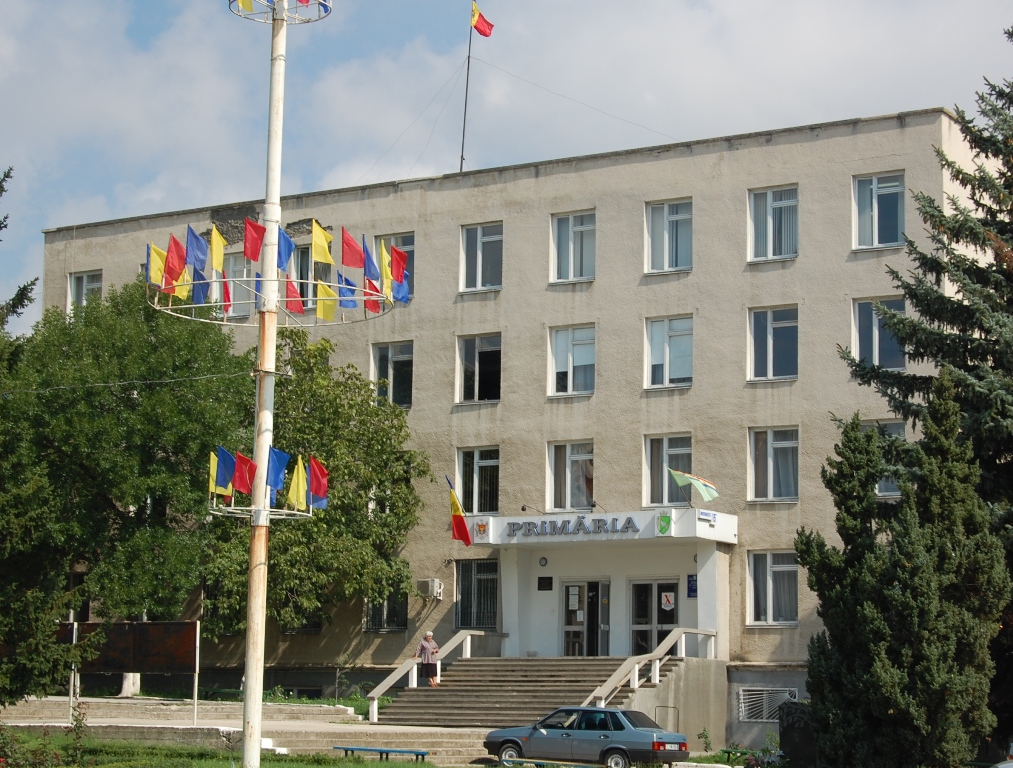
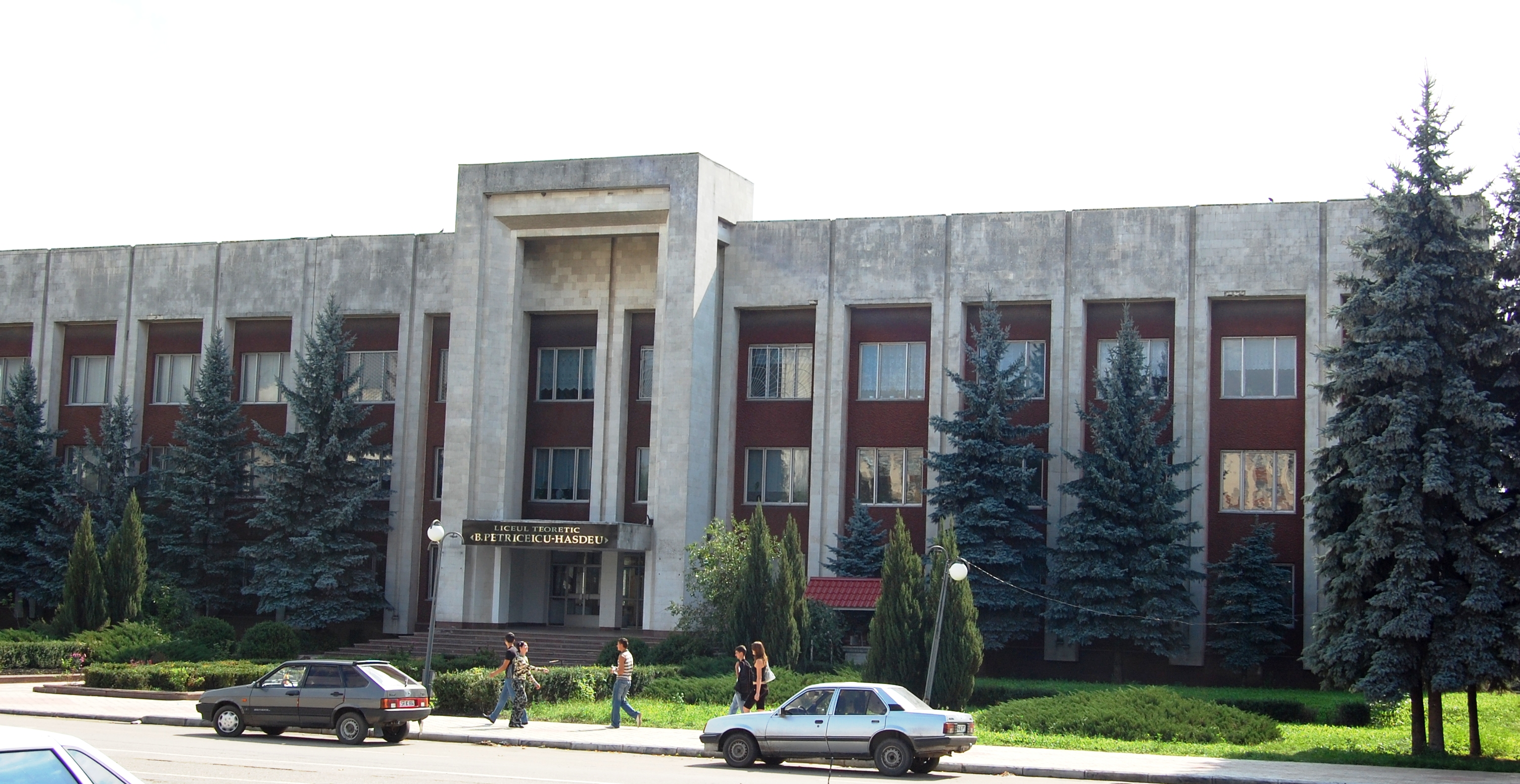
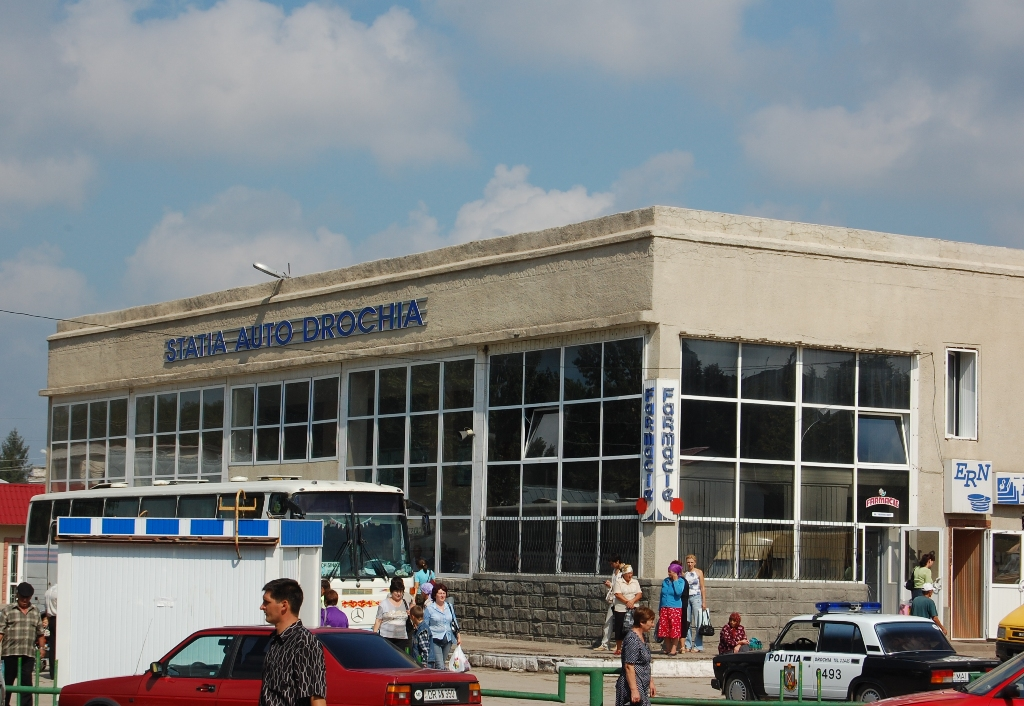
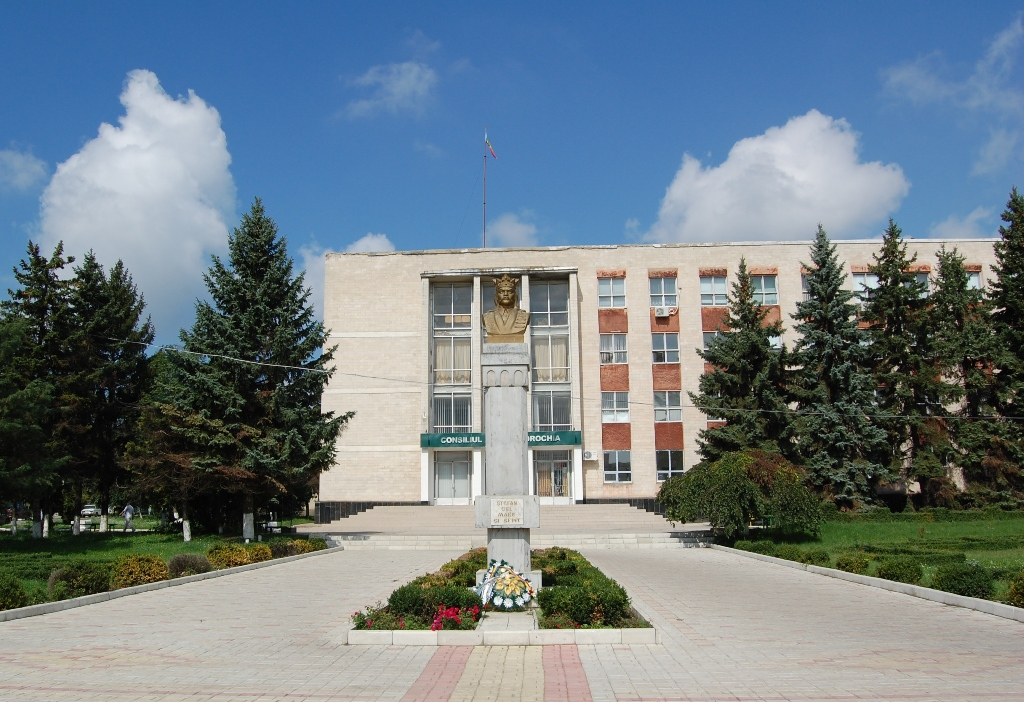
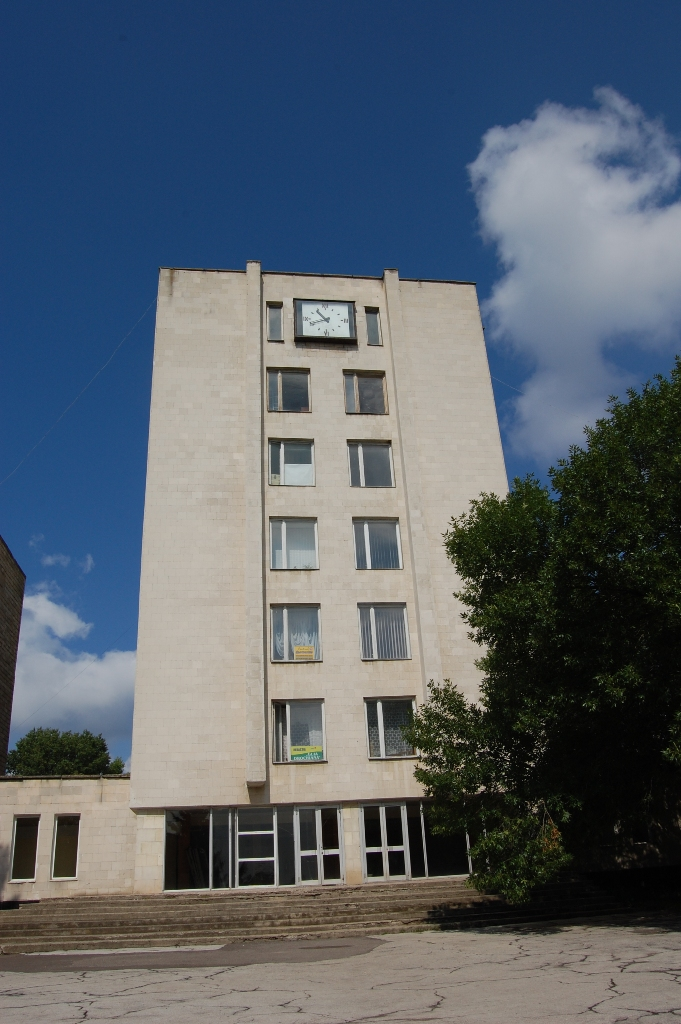
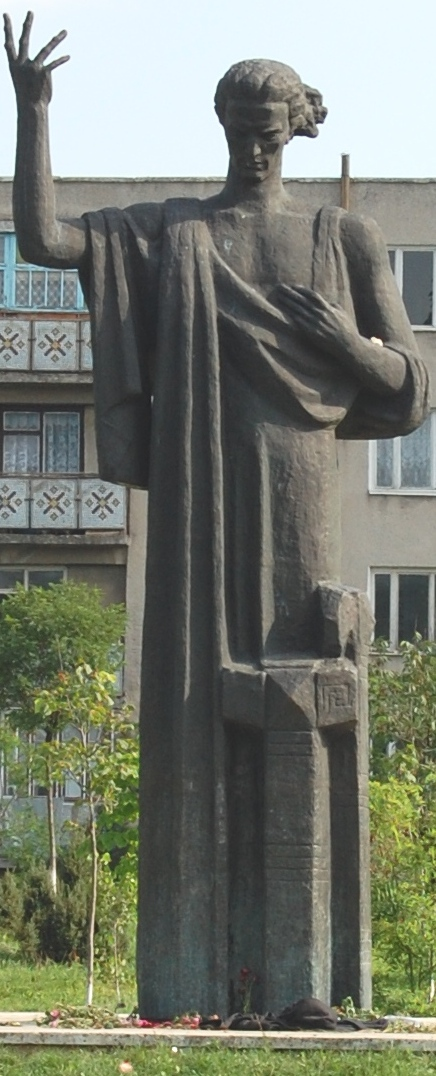

## Міста-побратими
- Дорогой, Румунія
- Радівці, Румунія
- Коломия, Україна
- Борисов, Білорусь

## Відомі люди
У Дрокії народилися:
- Колодій Анатолій Миколайович — український правознавець.
- Віктор Пинзару — молдовський біатлоніст.